# 하이텔

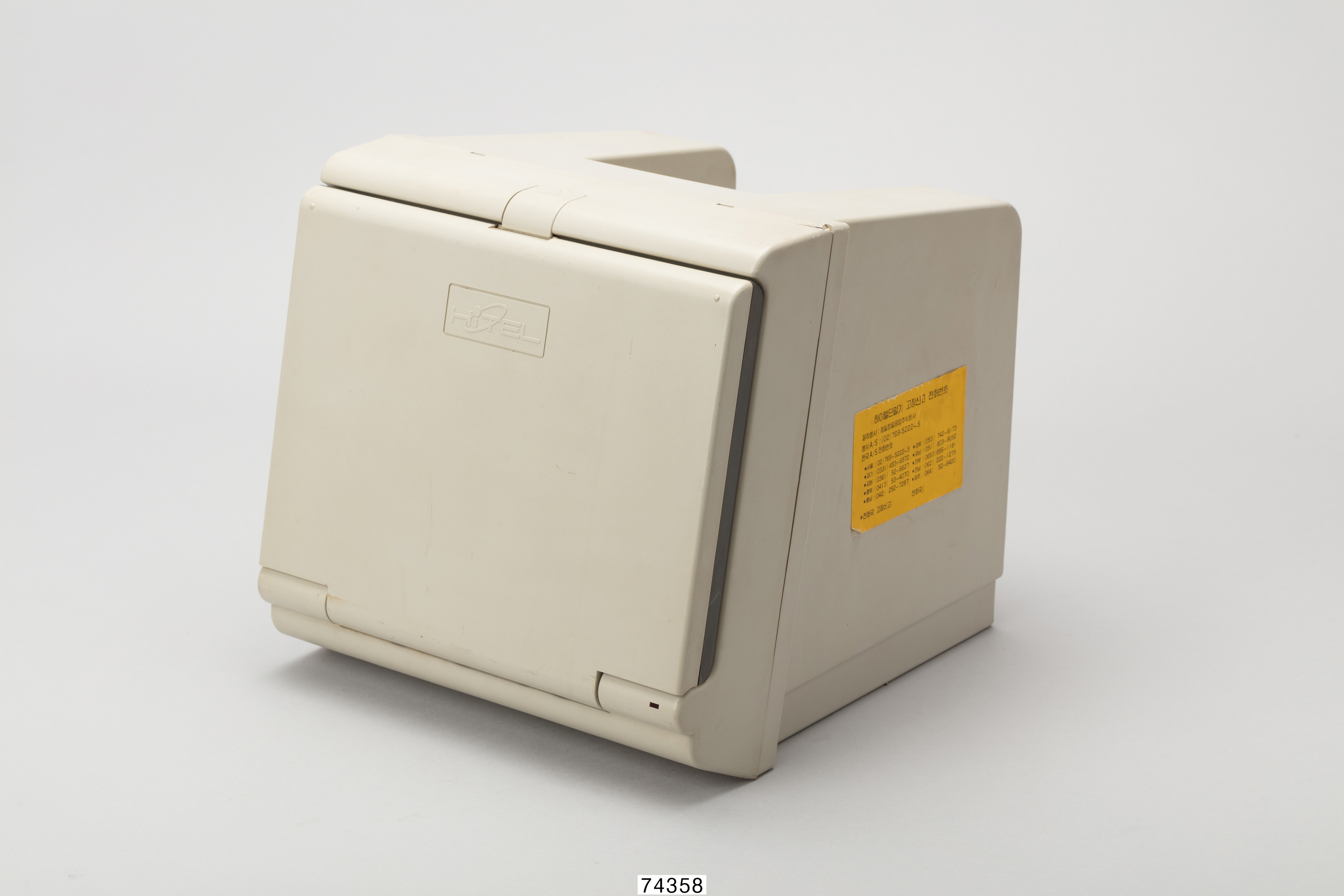
하이텔 단말기. 덮개를 열면 본체 화면과 전원이 있고, 덮개에 키보드가 달렸다. 국립민속박물관 소장.

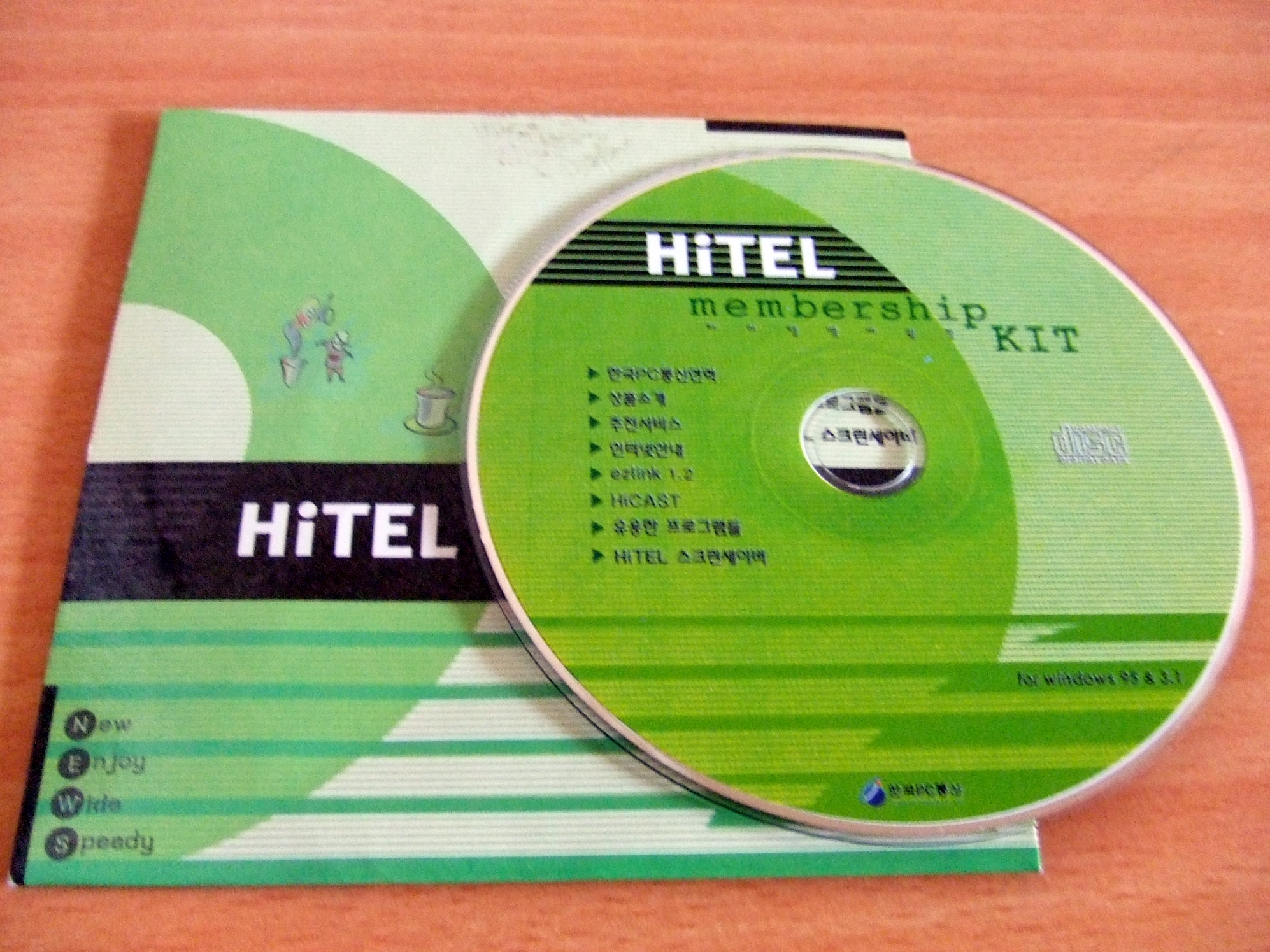
하이텔 멤버십 키트

하이텔(HiTEL)은 한국PC통신 주식회사에서 운영하던 PC통신 서비스였다.

## 역사
1986년 11월 1일 한국경제신문 뉴미디어국에서 한국 경제 프레스텔(Korea Economic Prestel)을 개통하여 1987년 4월 15일 한경KETEL로 변경, 1987년 5월 1일에는 한경KETEL 영문 정보 서비스를 제공하였고 1989년 11월 케텔(KETEL) 서비스를 시작했다.
한경뉴스속보와 대형 BBS의 효시라고 할 수 있는 전자게시판(큰마을), 전자우편, 채팅, 동호회(현재의 카페), 온라인 바둑 등을 제공하였다.
1991년 12월 9일 한국통신과 합작으로 한국PC통신(주)을 설립한 후 1992년 3월 서비스 이름을 코텔(KORTEL)로 변경하고 같은 해 7월에 하이텔(HiTEL)로 변경하였다.
1999년부터 xDSL 기술의 보급과 인터넷의 급속한 발달로 인해 하이텔의 모뎀 서비스는 쇠퇴기를 맞았다. 하이텔은 ADSL 보급과 함께 포털 서비스에 진출하여 2000년대 초반에는 포털과 VT 서비스를 병행하였다. 2003년 8월, 하이텔은 VT 서비스 포기를 선언하고 완전한 포털 웹 커뮤니티로의 전환을 선언했다. 그러나 2004년부터 싸이월드와 네이버 블로그 등 블로그형 웹사이트의 인기가 대두되자 하이텔의 포털 서비스 역시 하락세를 맞게 되었으며, 결국 2004년 7월 KT의 인터넷 포털 한미르와 함께 파란으로 통폐합되었다. 이 후 파란은 2012년 8월, 다음에 다시 통폐합되었다.

## 한국전기통신공사의 하이텔
케텔(Ketel)이 하이텔로 서비스 명칭을 개명하여 서비스를 제공하던 시점에 한국통신은 157이라는 PSDN(Public Switched Data Network)를 운영하고 있었다. 이후 데이터망 식별번호가 014XY로 확정됨에 따라 01410으로 접속번호가 변경되었고, 개별IP(Information Provider)에 접속하기 위한 게이트웨이 서비스를 하이텔이라고 불렀다. 하이텔서비스는 이후 인포샵으로 명칭을 변경하게 되었다.
또한, 한국전기통신공사는 PC와 모뎀이 부족하던 당시의 시대적 상황을 고려하여, 가정에서 저렴하게 PC통신 서비스를 이용할 수 있도록 전용 단말기를 무상으로 보급하였다. 이를 이용하면 VT100기반에서 제공되는 텍스트 서비스는 물론이고 간단한 벡터 그래픽스 표현이 가능한 NAPLS를 이용한 서비스도 이용할 수 있어서 초기 대한민국 정보통신 발전에 크게 기여하였다고 했다.

## 같이 보기
- KTH
- PC 통신